# Asynaptops
Asynaptops es un género de coleópteros curculionoideos de la familia Attelabidae. Legalov describió el género en 2007. Esta es la lista de especies que lo componen:
- Asynaptops bowringii
- Asynaptops keiseri
  - Asynaptops keiseri keiseri
  - Asynaptops keiseri nilgiriensis